# 联华影业公司

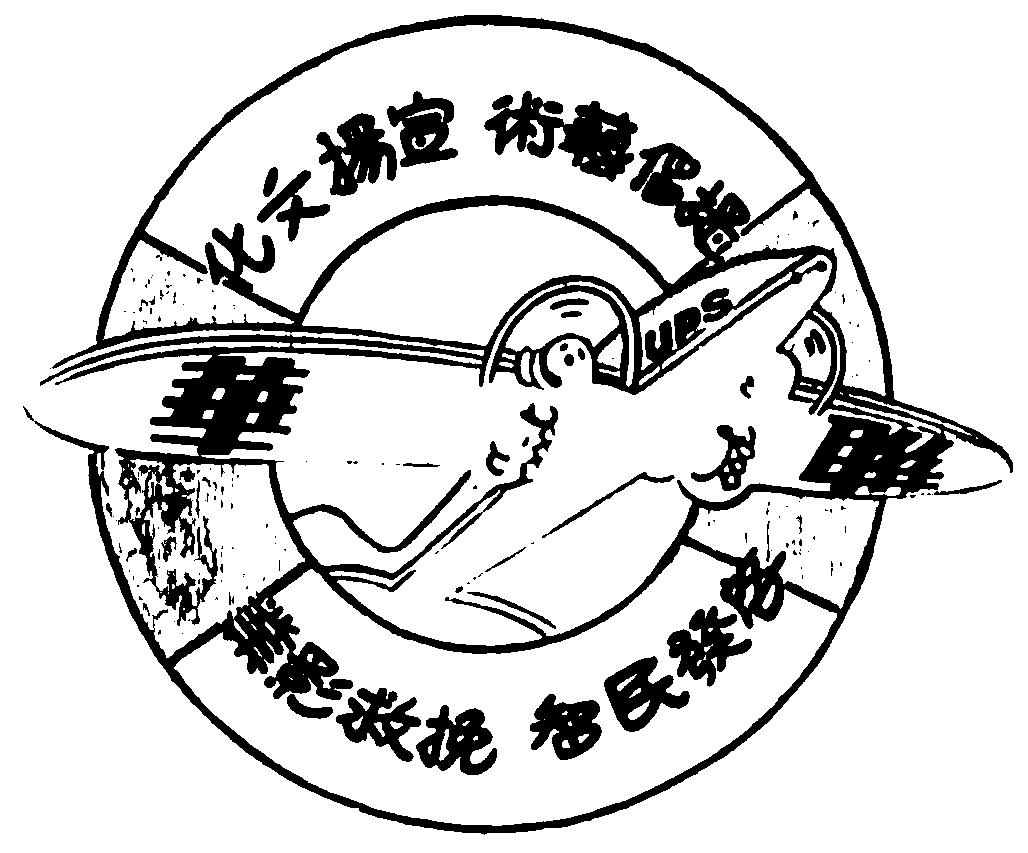
聯華影業有限公司標誌

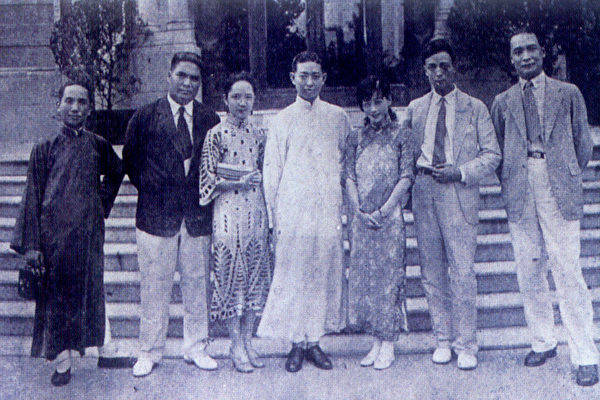
联华公司从左到右: 黎民伟，罗明佑，林楚楚，梅兰芳，阮玲玉，孙瑜和黄漪蹉

联华影业公司，是1930年代上海的电影制作公司，和明星电影公司和天一影片公司是当时中国最大的三家电影公司之一。

## 历史
为了抵抗美国好莱坞文化不断侵蚀，打造中国自己的好莱坞大片，联华影业公司应运而生，1930年3月在香港正式注册成立。成立之初叫做联华影业制片印刷有限公司，1932年改为联华影业公司。该电影公司实际由罗明佑的华北电影有限公司、黎民伟的民新影片公司、吴性栽的大中华百合影片公司和但杜宇的上海影戏公司等合并而成。罗明佑任公司总经理。董事会成员包括威震一时的香港巨贾何东，公司一度获得空前成功，成为30年代电影托拉斯。1936年8月，联华影业公司转由创办人之一吴性栽组织的银团华安公司接手，另一位创办人黎民伟退出并恢复成立新的民新影片公司。1937年8月由于抗战爆发联华影业公司正式落幕。

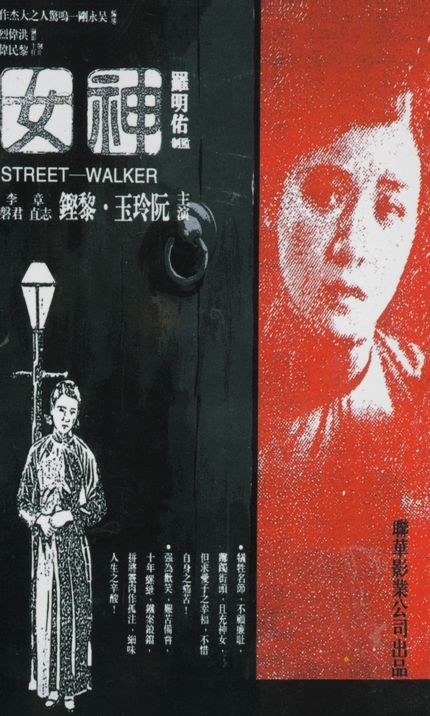
联华影业公司的电影神女 (1934)

抗战胜利后，国民政府“接收大员”将上海所有的摄影场地作为敌伪资产全部强行接收，严格检查管制外汇、控制制片原料，以垄断电影事业。中共上海地下党“文委”负责人冯乃超、阳翰笙指示“联华”头面人物蔡楚生、史东山出面，据理力争索要被强行劫收的民营联华影业公司资产。同时阳翰笙让中国电影制片厂厂长罗静予促成陈诚发还“联华”。群策群力，终于夺回“联华”。1946年9月，上海联华影艺社成立，章乃器、任宗德、夏云瑚共同出资十万美元。1947年2月，章乃器撤资联华影艺社。1947年5月联华影艺社与规模很小的昆仑影业公司（1946年在重庆由任宗德夫妇发起成立）合并，仍沿用“昆仑影业公司”名义，按股本计算夏云瑚占六成（五万美元，实际是新加坡的唐瑜以预付片款寄给昆仑拍片的，但是夏瞒过了其他人）、任宗德占三成、蔡叔厚占一成；阳翰笙任编导委员会主任，制定和掌握制片方针、培养干部的规划并组织实施。制作了《一江春水向东流》（下集）、《万家灯火》、《三毛流浪记》、《八千里路云和月》、《乌鸦与麻雀》等著名影片。1947年9月1日夏云瑚作出撤资决定。《一江春水向东流》是在1947年10月上映，获得中国电影有史以来最大的票房成绩。1948年下半年夏云瑚真正撤资，提走了500两黄金，远走香港、南洋。1950年，昆仑影业公司并入上海联合电影制片厂。1953年併入上海电影製片厂。

## 杰作
和其他电影同行竞争者一样，联华聘用了不少左翼运动代表人物，在其经营期间内，诞生了许多电影，包括：
- 恋爱与义务 (卜万苍, 1932)
- 野玫瑰 (孙瑜 1932)
- 三个摩登女性 (卜万苍 1933)
- 城市之夜 (费穆, 1933)
- 都会的早晨 (蔡楚生, 1933)
- 小玩意 (孙瑜, 1933)
- 大路 (孙瑜, 1934)
- 神女 (吴永刚, 1934)
- 渔光曲 (蔡楚生, 1934)
- 新女性 (蔡楚生, 1935)
- 天伦 (费穆 (导演), 罗明佑 1935)
- 狼山喋血记 (费穆, 1936)
- 联华交响曲 (交响曲, 1937)
- 王老五 (蔡楚生, 1937)

## 人才
联华在1930年代聚集了一大批导演、演员和编剧，许多与这四大电影公司分支签订合约的电影人仍可以保持一定独立，例如阮玲玉等。

### 导演
- 卜万苍
- 蔡楚生
- 费穆 (导演)
- 贺孟斧
- 沈浮
- 史东山
- 司徒慧敏
- 孙瑜 (导演)
- 谭友六
- 吴永刚
- 朱石麟

### 编剧
- 田汉
- 夏衍

### 演员
- 阮玲玉
- 黎莉莉
- 金焰
- 郑君里
- 王人美
- 陈燕燕
- 高占飞
- 江青
- 刘琼

## 传记
- Pang, Laikwan, , Rowman & Littlefield Publishers, Inc., 2002, ISBN 0-7425-0946-X

- Fu, Poshek, , Stanford University Press, 2003, ISBN 0-8047-4518-8